# Fény (település)
Fény (románul:  Foeni) falu Romániában, a Bánságban, Temes megyében, Fény község központja. Az első világháborúig Torontál vármegye Párdányi járásához tartozott.

## Nevének változásai
1863-ban Föény, 1880-ban Főeny volt a neve.

## Népessége
- 1900-ban 2997 lakosából 1323 volt román, 1040 magyar, 522 egyéb (495 szerb, 11 horvát) és 112 német anyanyelvű; 1849 ortodox, 1120 római katolikus, 10 izraelita, 9 görögkatolikus, 8 református és 1 egyéb vallású.
- 2002-ben az 1713 lakosából 1274 volt román, 299 magyar, 129 szerb, 6 cigány, 2 német, 2 bolgár és 1 cseh, 1389 ortodox, 300 római katolikus, 15 pünkösdista, 4 görögkatolikus és 2 unitárius.

## Története
Reiszig Ede Torontál vármegye községei című művében így ír a településről: „A középkorban Temes vármegyéhez tartozott. 1289-ben Füen, később Fövenyfölde néven említik az oklevelek. 1400-ban a Csákyak birtokában találjuk. A hódoltság alatt elpusztult. A XVIII. század közepén kincstári pusztaként a délmagyarországi kincstári bérlők társasága bírta bérben. 1767-ben marosmenti románokat telepítettek ide; de ezeken kívül szerb lakosai is voltak, kiknek egy része 1783-84-ben a katonai határőrvidékre költözött. A kincstári jószágok elárverezése alkalmával Mocsonyi András pesti lakos vette meg. ... 1897-1900-ig gróf Szapáry László is birtokos volt itt. Tőle a régi Mocsonyi-féle birtok egy részét báró Csávossy Gyula, a másik részét Mocsonyi Antal vette meg. ... A községbeli két templom közül a görögkeleti románoké 1882-ben, a szerbeké 1888-ban épült. A községhez tartozik: Talágy-major, Réti-major, Új-major, Unka-major.”
2011 tavaszán új határátkelő megépítéséről írt a Nyugati Jelen, amely szerint európai uniós pénzből épül meg az út az új román-szerb határátkelőhöz.

## Nevezetességek
A Mocsonyi család 18. századi kúriája illetve 19. századi mauzóleuma a romániai műemlékek jegyzékében a TM-II-m-A-06226 illetve TM-IV-m-A-06332 sorszámon szerepelnek.

## Források

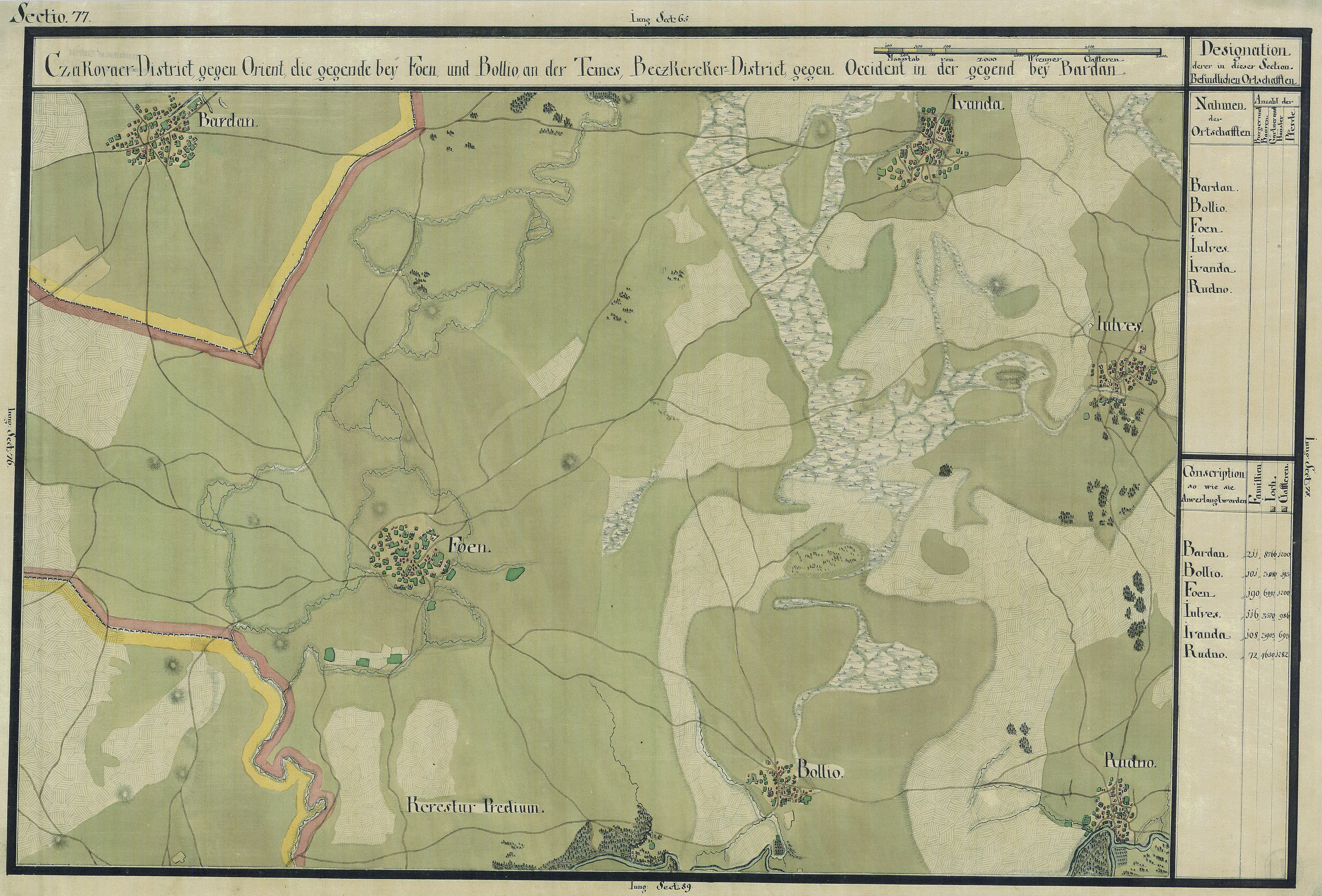
Fény egy régi térképen